# Amomum bilabiatum
Amomum bilabiatum är en enhjärtbladig växtart som beskrevs av S.Sakai och Hidetoshi Nagamasu. Amomum bilabiatum ingår i släktet Amomum och familjen Zingiberaceae. Inga underarter finns listade i Catalogue of Life.